# Mario Fernández (futbolista argentino)
Mario Fernández (Buenos Aires, Argentina, 26 de enero de 1922) es un exfutbolista de Argentina que jugaba en la posición de delantero.

## Carrera

### Club
| Periodo   | Club                                  |
| --------- | ------------------------------------- |
| 1942-1944 | San Lorenzo de Almagro                |
| 1945-1946 | Newell's Old Boys                     |
| 1947-1949 | CA Independiente                      |
| 1949-1951 | Independiente Santa Fe                |
| 1951-1952 | Club Universidad Nacional de Colombia |
| 1952-1954 | Millonarios FC                        |
| 1954-1956 | CD O'Higgins                          |

### Selección nacional
Jugó con Argentina en tres partidos de la Copa América 1947 donde anotó un gol, además de ser campeón del torneo.

## Logros

### Club
- Primera División de Argentina (1): 1948
- Categoría Primera A (2): 1952, 1953

### Selección nacional
- Copa América (1): 1947